# Gérard Diffloth
Gérard Diffloth (Châteauroux, 1939. február 13. – Surin, 2023. augusztus 14.) francia nyelvészprofesszor, egyetemi tanár. A Chicagói Egyetemen és az ithacai Cornell Egyetemen tanított. Doktori címét a Kaliforniai Egyetemen szerezte az irula nyelvről írott disszertációjával. Diffloth a legismertebb szaktekintélye az ausztroázsiai nyelvcsaládnak, a nyelvi kutatásban az immerziós terepmunka támogatója.
Leggyakrabban idézett munkájáról, az ausztroázsiai nyelvcsalád 1975-ös és 2005-ös osztályozásáról ismert. A Mon–Khmer Studies Journal című szakfolyóirat tanácsadó szerkesztője.

## Válogatott munkái
- Diffloth, Gérard. The Dvaravati Old Mon Language and Nyah Kur. Monic language studies, vol. 1. Bangkok, Thailand: Chulalongkorn University Print. House, 1984. ISBN 974-563-783-1
- Diffloth, Gérard. The Wa languages. Berkeley : Dept. of Linguistics, University of California, 1980
- Diffloth, Gérard. An Appraisal of Benedict's Views on Austroasiatic and Austro-Thai Relations. Kyoto: Center for Southeast Asian Studies, Kyoto University, 1976
- Diffloth, Gérard, and Zide, Norman H. Austroasiatic Number Systems. 1976
- Diffloth, Gérard. Proto-Mon–Khmer Final Spirants. Kyoto: Center for Southeast Asian Studies, Kyoto University, 1976
- Diffloth, Gérard. The Irula Language, a Close Relative of Tamil. Thesis–University of California, Los Angeles, 1968